# Erynephala brighti
Erynephala brighti är en skalbaggsart som beskrevs av Blake 1970. Erynephala brighti ingår i släktet Erynephala och familjen bladbaggar. Inga underarter finns listade i Catalogue of Life.